# Livorno (tỉnh)
Tỉnh Livorno (Tiếng Ý: Provincia di Livorno) là một tỉnh ở vùng Tuscany của Ý. Tỉnh lỵ là thành phố Livorno.
Tỉnh này có diện tích 1.218 km², và tổng dân số là 326.444 người (2001). Có 20 đô thị (danh từ số ít tiếng Ý:comune) ở trong tỉnh này  Lưu trữ ngày 7 tháng 8 năm 2007 tại Wayback Machine.